# Le Shérif aux poings nus
Pour plus de détails, voir Fiche technique et Distribution.
Le Shérif aux poings nus (titre original : Gunfight in Abilene) est un film américain de William Hale sorti en 1967.

## Synopsis
Durant la Guerre civile, Cal Wayne tue son ami par accident. De retour à Abilene, une fois la guerre terminée, il découvre que son ex-petite amie, Amy, est sur le point d'épouser le frère du défunt. Ce dernier propose à Cal le poste de shérif de la ville. Resté hanté par le meurtre de son ami, Cal refuse catégoriquement de porter une arme. Mais lorsqu'il découvre que les éleveurs harcèlent les cultivateurs mais aussi que le fiancé d'Amy est assassiné, Cal se décide alors de ressortir son arme et de partir à la recherche du tueur...

## Fiche technique
- Titre original : Gunfight in Abilene
- Réalisation : William Hale
- Scaénario : Berne Giler et John D.F. Black d'après une histoire de Clarence Upson Young
- Directeur de la photographie : Maury Gertsman
- Montage : Gene Palmer
- Musique : Bobby Darin et Shorty Rogers (non crédité)
- Costumes : Helen Colvig
- Production : Howard Christie
- Genre : Western
- Pays :  États-Unis
- Durée : 87 minutes (1 h 27)
- Date de sortie :
  -  États-Unis : mars 1967
  -  France : 14 juin 1967

## Distribution
- Bobby Darin (VF : Serge Sauvion) : Cal (Carl en VF) Wayne
- Emily Banks (VF : Jeanine Freson) : Amy Martin
- Leslie Nielsen : Grant Evers
- Donnelly Rhodes (VF : Roger Rudel) : Joe Slade
- Don Galloway (VF : Claude d'Yd) : Ward Kent
- Frank McGrath (VF : Georges Hubert) : Ned Martin
- Michael Sarrazin (VF : Philippe Ogouz) : Cord Decker
- Barbara Werle : Leann
- Johnny Seven (VF : Marc de Georgi) : Loop
- William Phipps (VF : Jacques Deschamps) : Frank Norton
- William Mims (VF : Jean Berton) : Ed Scovie
- Robert Sorrells (VF : Albert Augier) : Nelson
- Don Dubbins : Sprague
- James McCallion (VF : Jean Clarieux) : Smoky Staub
- Brian O'Byrne (VF : Philippe Dumat) : Frobisher

### Acteurs non crédités
- Ken Swofford (VF : Claude d'Yd) : Cully, l'éclaireur confédéré
- K.L. Smith (VF : Philippe Dumat) : le sergent confédéré
- Myron Healey (VF : Jacques Degor) : Ingles